# レナータ・トマノワ
レナータ・トマノワ（Renáta Tomanová, 1954年12月9日 - ）は、チェコスロバキア・インジフーフ・フラデツ出身の元女子プロテニス選手。1976年の全豪オープンと全仏オープンで女子シングルス準優勝者になった人である。
1978年の全豪オープン女子ダブルスでベッツィ・ナゲルセン（アメリカ）とペアを組み、決勝で佐藤直子＆パム・ホワイトクロス（オーストラリア）組を破って優勝した。

## 略歴
トマノワは少女時代に、当時チェコスロバキアのナショナル・コーチであったベラ・スコバの指導を受けた。1973年にプロ入り。1975年5月5日-11日に開かれた女子テニス国別対抗戦・フェデレーションカップで、トマノワは初めて国の代表選手に選ばれ、この年にチェコスロバキアを初優勝に導いた立役者のひとりとなった。代表監督はスコバで、チームメートは当時18歳のマルチナ・ナブラチロワであった。5月11日の決勝で、チェコスロバキアはオーストラリアを3勝0敗で破り、スコバ監督のもとでフェデレーション杯初優勝を達成した。
翌1976年、トマノワは全豪オープンと全仏オープンの2大会連続で女子シングルス決勝に進出し、全豪オープンでは女子シングルス・女子ダブルスの2部門で決勝に進出したが、すべて準優勝止まりに終わった。全豪オープンの女子シングルス決勝では、地元オーストラリアのイボンヌ・グーラゴング・コーリーに 2-6, 2-6 で敗れ、レスリー・ターナー・ボウリーとペアを組んだ女子ダブルスでもグーラゴング・コーリーとヘレン・グーレイの組に 1-8 の1セット・マッチで敗れて、単複とも決勝でグーラゴング・コーリーに道を阻まれた。続く全仏オープンでも、トマノワはイギリスのスー・バーカーに 2-6, 6-0, 2-6 のフルセットで敗れ、4大大会の女子シングルスで2大会連続準優勝に終わった。この後、ウィンブルドンと全米オープンでは3回戦敗退に終わる。
1978年の全豪オープン女子ダブルスで、レナータ・トマノワはベッツィ・ナゲルセン（アメリカ）とペアを組み、決勝で佐藤直子＆パム・ホワイトクロス（オーストラリア）組を 7-5, 6-2 で破って優勝した。全豪オープンは1977年に1月年頭開催と12月年末開催の2度行われ、1978年からは年末開催に移行した。その後のトマノワの主な成績は、1979年の全仏オープンベスト8と全豪オープンベスト4進出があり、年末開催の全豪オープン準決勝でバーバラ・ジョーダン（アメリカ）に敗れた。非常に優れた才能の持ち主であったが、トマノワは次第にかつてのチームメートであったマルチナ・ナブラチロワの陰に隠れがちな存在になっていく。1987年8月、トマノワはオーストリア・キッツビュール大会の単複出場を最後に32歳で現役を引退した。